# Lernout & Hauspie
Lernout & Hauspie Speech Products, o L&H va ser una empresa de tecnologia de reconeixement de veu situada a Bèlgica i fundada per Jo Lernout i Pol Hauspie que va entrar en fallida al 2001, a causa d'un frau dissenyat per la direcció de l'empresa.
La companyia tenia la seva seu Ypres, Flandes, en el que llavors es va anomenar la Vall de l'Idioma en Flandes (imitant Silicon Valley).
La tecnologia va ser comprada per Nuance Communications (coneguda com ScanSoft) i Vantage Learning després de la fallida. Nuance va adquirir tota la funció de parla i lectura, mentre que Vantage va adquirir les funcions de tutoria (aprenentatge), ortografia i cerca lingüística (traducció). Després d'això, els ingressos de Nuance Communications van créixer bruscament (de 17,1 milions de dòlars en les tres quartes parts del 2001, fins a 216 milions en les tres quartes parts del 2008).
Les veus de "Lernout & Hauspie Michelle" i "Lernout & Hauspie Michael" usades en la lectura de textos (text-to-speech) i creades per L&H estan incloses en Microsoft Office 2003. El seu reconeixement per veu va ser usat també en l'opció de "Veu" del panell de control de Microsoft Windows XP abreujada com a LH. A més, Microsoft Office usa certs elements d'un corrector ortogràfic prèviament pertanyent a L&H, la qual cosa s'esmenta a la finestra "Sobre".